# Islands of Adventure
Islands of Adventure (ocasionalmente abreviada IOA) é um parque temático localizado em Orlando, Flórida. Ele abriu em Maio de 1999 como parte de uma expansão que, junto com o CityWalk e os hotéis Portofino Bay e Hard Rock, converteu o Universal Studios Florida em Universal Orlando Resort. O tema do parque é uma jornada de exploração, na qual os visitantes embarcam em um porto principal em direção a cinco "ilhas", cada uma tendo um tema distinto, mas todas enfatizando diversão e aventura.
Em 2007, Islands of Adventure recebeu aproximadamente 5,3 milhões de visitantes, ficando em 9º. lugar entre os parques dos Estados Unidos e em 15º. entre os parques de todo o mundo.
O parque até inspirou um álbum de trilha sonora que foi vendido em suas muitas lojas de souvenir.

## Ilhas
Islands of Adventure consiste de cinco "ilhas" mais o Port of Entry, o porto de entrada, arranjadas ao redor de uma "lagoa". As ilhas são apresentadas em sentido horário, começando da entrada do parque (como se o visitante estivesse de costas para a entrada principal). Vários funcionários vestidos como personagens interagem com os visitantes ao longo do dia, incluindo: Homem-Aranha, Capitão América, Tempestade, Wolverine, O gato no chapéu (do Dr. Seuss), Merlin, o mágico, Simbad, Princesa Amora, Popeye, Brutus, Olivia Palito e muitos outros.

### Port of Entry

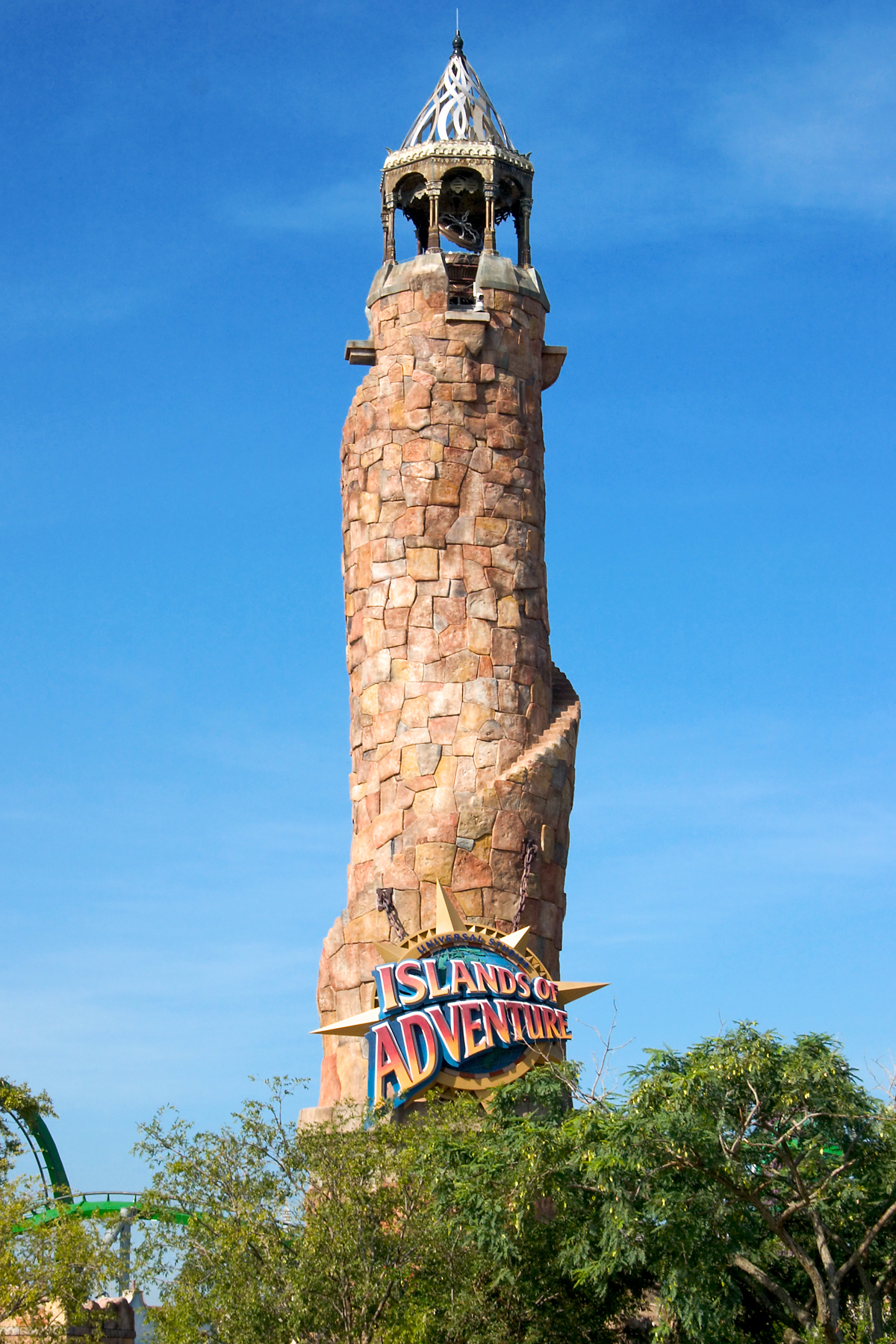
Um antigo farol marca a entrada do parque.

O Port of Entry é a entrada principal do parque e lar de muitas lojas e serviços, incluindo o setor de relações com o visitante. O tema é o de um bazar árabe. Suas principais atrações são o restaurante Confisco Grille (um dos dois restaurantes com serviço completo do parque) e a Islands of Adventure Trading Company, a principal loja de lembranças do parque. Um painel de informações sobre atrações está localizado próximo à orla da lagoa.

### Marvel Super Hero Island
A Marvel Super Hero Island tem atrações inspiradas nas histórias em quadrinhos da Marvel Comics, e foca principalmente em atrações excitantes. A ilha tem personagens como Wolverine, Capitão América, Homem-Aranha e Hulk, além de vilões como Doutor Destino, M.O.D.O.K., Duende Macabro e Rei do Crime.

#### Atrações
- Incredible Hulk Coaster, uma montanha-russa da empresa Bolliger & Mabillard. Inauguração: 1999
  - The Amazing Adventures of Spider-Man, um simulador 3-D do Homem-Aranha que luta contra vilões em
  - Nova York. Inauguração: 1999
  - Doctor Doom's Fearfall, duas torres de queda livre. Inauguração: 1999
  - Storm Force Accelatron, uma versão mais rápida da tradicional atração da "xícara" fabricada pela empresa Mack Rides. Inauguração: 2000

### Toon Lagoon

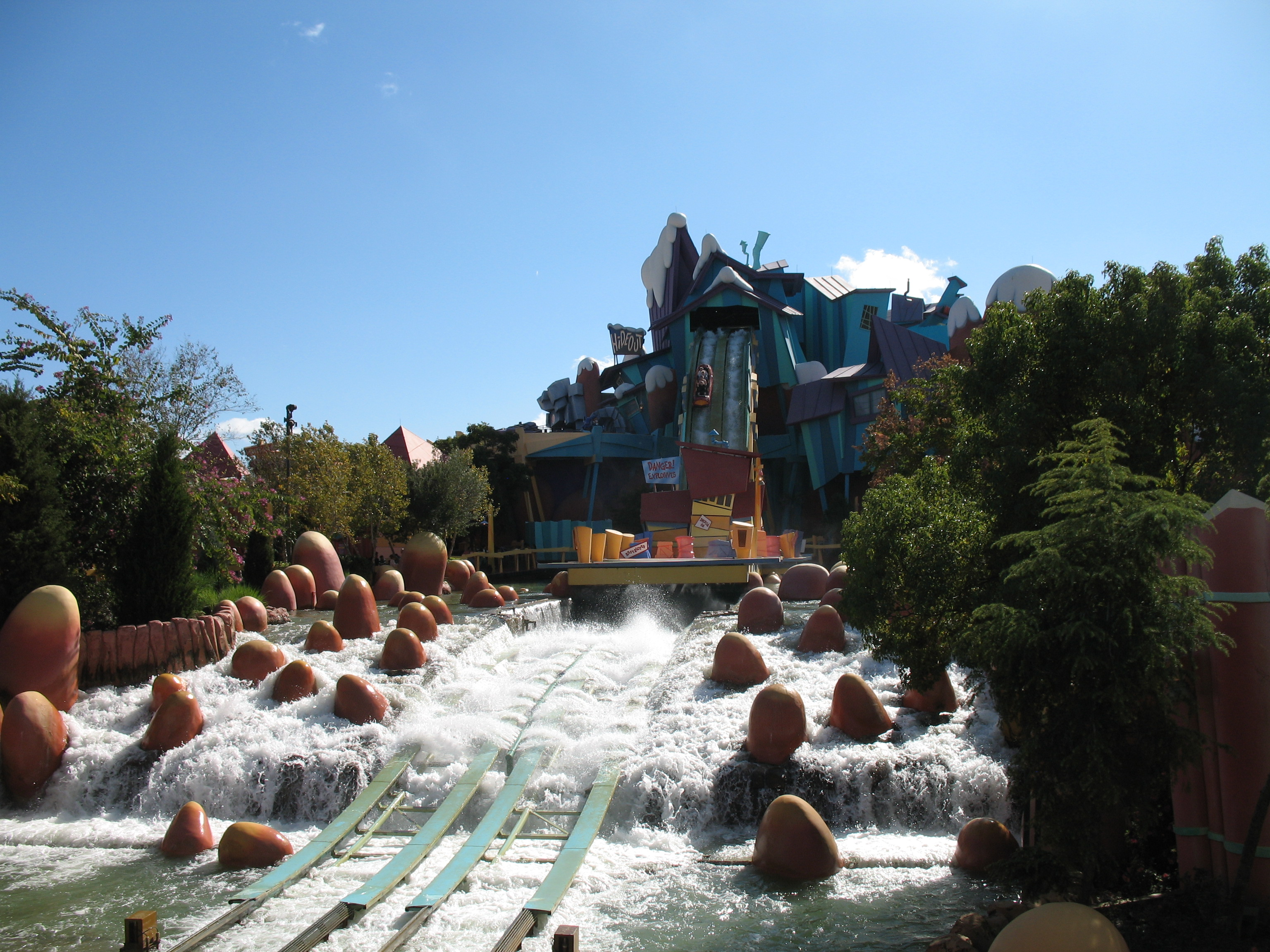
Dudley Do-Right's Ripsaw Falls.

A Toon Lagoon é dirigida tanto a crianças quanto a adultos e baseia-se nos personagens de King Features Syndicate e Jay Ward. A área baseia-se em atrações aquáticas (por isso o nome) e dispõe de 3 restaurantes: Comic Strip Cafe (com cozinhas italiana e chinesa, hambúrgueres, cachorros-quentes, frango frito e peixe), Blondies (lar do famoso Dagwood) and Wimpy's (somente aberto em estações de picos)

#### Atrações
- Dudley Do-Right's Ripsaw Falls, uma corredeira tradicional baseada nos desenhos de Dudley Certinho.
- Popeye and Bluto's Bilge-Rat Barges, um rio bravo do Popeye.
- Me Ship, the Olive, um playground para crianças construído ao redor e no barco do Popeye.

### Skull Island: Reign of Kong[2]
Mais nova área do parque, é inspirada no filme King Kong de 2005. A área tem a proposta de trazer de volta o mundo do famoso gorila, cuja atração original (Kongfrontation) foi fechada em 2002 no primeiro parque. A área no momento só possui uma atração e fica ao lado da área do Jurassic Park.

#### Atrações
- Skull Island:Reigh of Kong:Mais nova atração do Islands of Adventure,inspirada na Ilha da Caveira,lar de várias criaturas misteriosas. Misturando tecnologia 3D,simulação e efeitos com água,a atração mostra uma expedição pela ilha que se torna uma corrida pela sobrevivência quando insetos gigantes e dinossauros atacam os exploradores e também os visitantes que estão a bordo de um jipe. No final,eles são recebidos por um grande animatrônico de King Kong

### Jurassic Park
A ilha é inspirada no filme Jurassic Park, contendo algumas atrações excitantes e exibições. Os personagens de John Hammond e Ian Malcom até aparecem de tempos em tempos.

#### Atrações
- Jurassic Park River Adventure, uma atração aquática que passeia pelo parque jurássico e culmina em uma queda de 26 metros da mandíbula de um ameaçador tiranossauro rex. Inauguração: 1999
- Pteranodon Flyers, uma montanha-russa suspensa, de baixa velocidade, para crianças, que leva dois passageiros por vez pelo céu sobre o Camp Jurassic.
- Camp Jurassic, uma área de brinquedos para crianças ao redor de uma árvore Bayan importada de 50 pés de altura.
- Jurassic Park Discovery Center, uma versão replicada (mas não inteiramente duplicada) do centro de visitantes do parque jurássico do filme. Apresenta várias atividades principalmente para crianças, como jogo de trívia em que os visitantes competem, chocar ovos de velociraptor e outras atrações educativas e interativas.

### The Wizarding World of Harry Potter™ – Hogsmeade™
Esta ilha é inspirada na série Harry Potter, tendo muitas atrações baseadas em fatos dos livros e dos filmes. Inaugurada em 18 de junho 2010.

#### Atrações
- Hagrid´s Magical Criatures Motorbike Adventure, a mais nova montanha russa mostra uma aventura pela Floresta Proibida na moto de Hagrid, nessa atração há o uso de animatronicos para as "criaturas mágicas".
- Flight of the Hippogriff , Antiga Flying Unicorn, é uma montanha-russa familiar, onde o meio-gigante Hagrid convida os visitantes a andarem em um "Hipogrifo", que sobrevoa o perímetro de sua cabana e de sua plantação de abóboras.
- Harry Potter and the Forbidden Journey, Uma réplica fiel do Castelo de Hogwarts abriga uma viagem na qual Harry Potter enfrenta vários perigos e obstáculos. O passeio é feito através de um braço robótico que passa bem perto dos cenários exibidos em cada ambiente, e antes de entrar na atração, é possível ver alguns lugares do castelo, como a sala de Defesa Contra as Artes das Trevas, o Salão Comunal da Grifinória, o escritório do Professor Dumbledore, etc.
- Vilarejo de Hogsmeade, Réplica da vila mágica de Hogsmeade, este centro de lazer possui várias lojas citadas nos livros e nos filmes. As lojas são:

Dedosdemel, Loja de doces mágicos, onde são vendidos os famosos Sapos de Chocolate, Feijõezinhos de todos os sabores, tortas de abóbora, entre outros.
Zonko's, Loja de logros e brincadeiras mágicas, onde são vendidos as orelhas extensíveis, vomitilhas, Kits Mata-Aula, entre outros artifatos mágicos.
Dervishes & Banges, Loja de acessórios e itens mágicos, onde são vendidos bisbilhoscópios, as vassouras do modelo Firebolt e Nimbus 2000, camisas, bolas de quadribol, entre outros produtos.
Correio-Coruja, Loja tematizada onde o teto é similar ao do Grande Salão, são vendidos cartões postais para serem enviados para familiares ou amigos de dentro do parque, seguindo por meios normais de correio.
Olivaras, Loja de varinhas, onde uma simulação faz o visitante ter a sensação de que a varinha "o escolheu". Obs: A simulação é feita poucas vezes por dia, então não muitas pessoas participam dessa apresentação
Três Vassouras, Restaurante onde são servidos vários petiscos e também, as famosas bebidas do mundo mágico, que são a Cerveja Amanteigada e o Suco de Abóbora, e outros pratos como os pasteisinhos de carne, frango com espiga de milho entre outros. Nas paredes dos três vassouras, as vezes aparecem alguns fantasmas. Ao lado, fica o bar Cabeça de Javali, onde um busto de uma cabeça de javali se mexe e rosna para o público.

### The Lost Continent
Esta ilha tem como tema mitos e lendas da antiguidade. Está dividida em duas seções menores. A primeira é a Arábia antiga e a segunda é a Grécia mitológica. A ilha contém vários shows ao vivo e o restaurante de serviço completo Mythos, vencedor do pr}êmio de melhor restaurante de parque temático pela Theme Park Insider. Na maior das apresentaações, o público se diverte e se emociona com diversas simulações de brigas entre  os mitos gregos e em uma hora, também simula estar andando entre as ondas. As filas desta apresentação são grandes durante a grande parte da manhã e da tarde, porém depois das seis da tarde, as filas diminuem drasticamente,

#### Atrações
- The Eighth Voyage of Sindbad, um show ao vivo de dublês na seção da Arábia antiga.
- Poseidon's Fury, um show indoor de efeitos especiais na seção da Grécia mitológica.
- Mystic Fountain, uma fonte que entretém e interage com os visitantes.

### Seuss Landing™

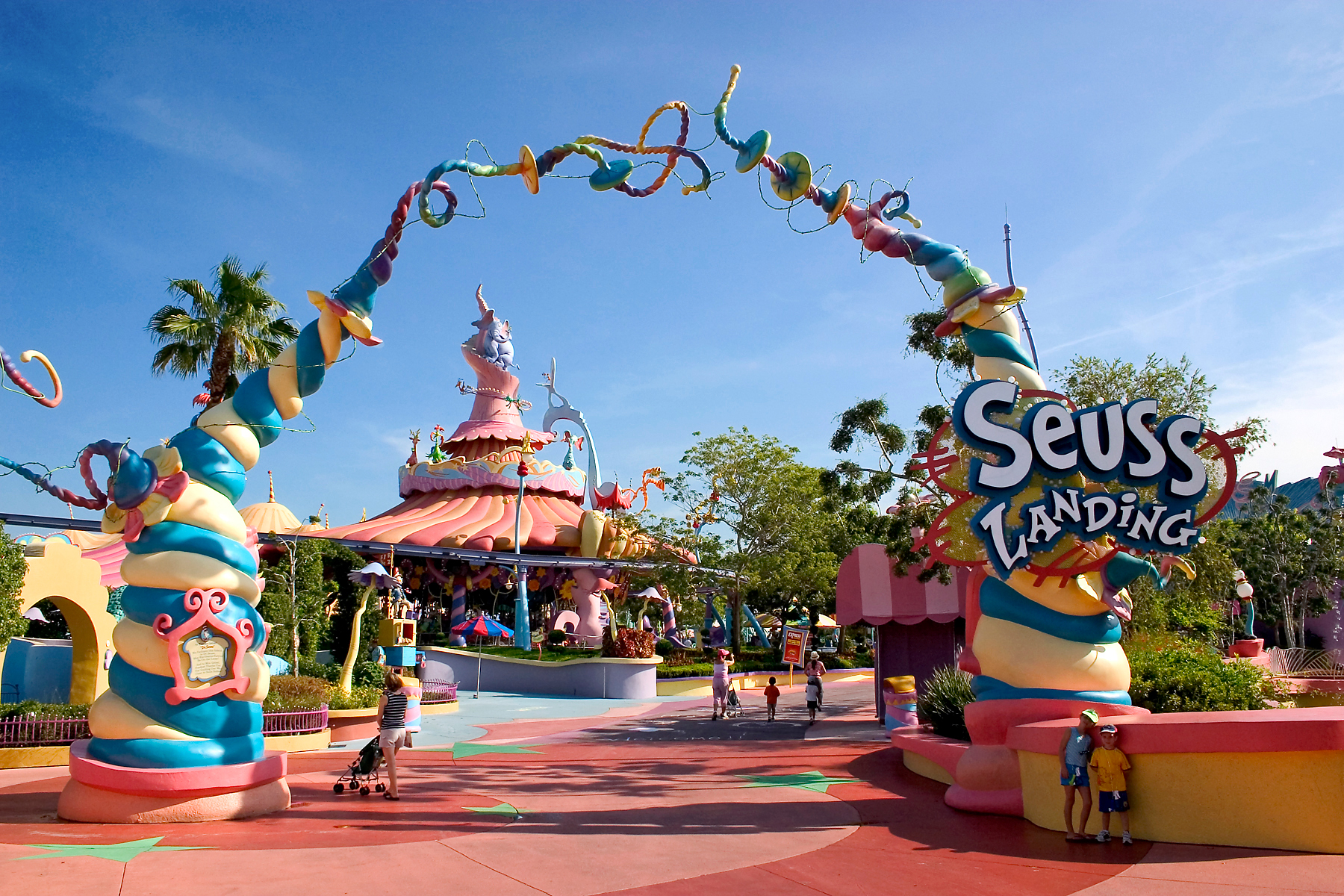
Seuss Landing.

Seuss Landing é uma área dirigida especialmente a crianças mais novas e tem como tema os trabalhos do autor Dr. Seuss. Tem diversas atrações temáticas uma cafeteria de Green Eggs and Ham e o restaurante Circus McGurkus. Uma das características únicas desta área é a de que, a exemplo dos livros, não existe uma só linha reta em lugar algum. Até foram instaladas palmeiras curvadas pelos ventos do furacão Andrew, para manter o tema.

#### Atrações
- Caro-Seuss-el, um carrossel.
- The Cat in the Hat, uma atração escura baseada no livro de mesmo nome.
- If I Ran the Zoo, uma área interativa para crianças.
- One Fish Two Fish Red Fish Blue Fish, uma atração giratória com uma charada musical que ajuda os visitantes a escaparem de peixes que cospem água.
- The High in the Sky Seuss Trolley Train Ride, um passeio sobre e ao redor da Seuss Landing.